# Chicago Review Press
Chicago Review Press sau CRP este o editură americană de carte și o companie independentă fondată în 1973. Chicago Review Press publică anual aproximativ 60 de titluri noi sub șase mărci editoriale: Chicago Review Press, Lawrence Hill Books, Academy Chicago, Ball Publishing, Zephyr Press și Parenting Press. Ea își descrie cărțile publicate ca fiind „cam ciudate, cam de nișă, inteligente”.

## Independent Publishers Group
Chicago Review Press, Inc., este compania proprietară a distribuitorului de carte Independent Publishers Group (IPG). Înființată în 1971, IPG a fost prima organizație creată special pentru a comercializa cărți ale editurilor independente. Chicago Review Press, Inc., a achiziționat Independent Publishers Group în 1987. Ea este unul dintre cei mai mari distribuitori de cărți independente din SUA. Toate cărțile editate de Chicago Review Press sunt distribuite la nivel internațional și mediatizate de către IPG.

## Mărci
- Chicago Review Press publică non-ficțiune generală pe o gamă largă de subiecte, inclusiv muzică, film, popularizarea științei, istorie, biografii și călătorii, precum și o linie premiată de cărți despre creșterea copiilor.
- Lawrence Hill Books este specializată pe teme de non-ficțiune referitoare la populațiile afro-americane și latino-americane, politice progresiste, drepturi civile și feminism.
- Academy Chicago publică memoriile, cărți de mistere, ficțiune și non-ficțiune.
- Ball Publishing este specializată în cărți despre grădinărit.
- Zephyr Press publică materiale educaționale pentru profesori care îi ajută să înțeleagă mai bine modul în care învață copiii și modul în care ei pot fi mai eficienți în clasă.